# Ingrandes-de-Touraine
Ingrandes-de-Touraine és un municipi francès, situat al departament de l'Indre i Loira i a la regió de Centre – Vall del Loira. L'any 2007 tenia 504 habitants.

## Demografia

### Població
El 2007 la població de fet d'Ingrandes-de-Touraine era de 504 persones. Hi havia 214 famílies, de les quals 60 eren unipersonals (28 homes vivint sols i 32 dones vivint soles), 85 parelles sense fills, 65 parelles amb fills i 4 famílies monoparentals amb fills.
La població ha evolucionat segons el següent gràfic:
Habitants censats

### Habitatges
El 2007 hi havia 276 habitatges, 220 eren l'habitatge principal de la família, 33 eren segones residències i 23 estaven desocupats. 266 eren cases i 7 eren apartaments. Dels 220 habitatges principals, 177 estaven ocupats pels seus propietaris, 39 estaven llogats i ocupats pels llogaters i 3 estaven cedits a títol gratuït; 2 tenien una cambra, 19 en tenien dues, 39 en tenien tres, 55 en tenien quatre i 104 en tenien cinc o més. 168 habitatges disposaven pel capbaix d'una plaça de pàrquing. A 98 habitatges hi havia un automòbil i a 106 n'hi havia dos o més.

### Piràmide de població
La piràmide de població per edats i sexe el 2009 era:
| Homes | Edats   | Dones |
| ----- | ------- | ----- |
| 0     | 95 o +  | 0     |
| 0     | 90 a 94 | 0     |
| 4     | 85 a 89 | 4     |
| 4     | 80 a 84 | 4     |
| 12    | 75 a 79 | 16    |
| 16    | 70 a 74 | 8     |
| 20    | 65 a 69 | 12    |
| 16    | 60 a 64 | 32    |
| 16    | 55 a 59 | 12    |
| 20    | 50 a 54 | 20    |
| 8     | 45 a 49 | 8     |
| 12    | 40 a 44 | 12    |
| 16    | 35 a 39 | 12    |
| 16    | 30 a 34 | 20    |
| 8     | 25 a 29 | 12    |
| 8     | 20 a 24 | 12    |
| 16    | 15 a 19 | 12    |
| 20    | 10 a 14 | 12    |
| 28    | 5 a 9   | 12    |
| 12    | 0 a 4   | 8     |

## Economia
El 2007 la població en edat de treballar era de 296 persones, 232 eren actives i 64 eren inactives. De les 232 persones actives 209 estaven ocupades (116 homes i 93 dones) i 23 estaven aturades (11 homes i 12 dones). De les 64 persones inactives 32 estaven jubilades, 17 estaven estudiant i 15 estaven classificades com a «altres inactius».

### Ingressos
El 2009 a Ingrandes-de-Touraine hi havia 223 unitats fiscals que integraven 517 persones, la mediana anual d'ingressos fiscals per persona era de 16.306 €.

### Activitats econòmiques
Dels 11 establiments que hi havia el 2007, 7 eren d'empreses de construcció, 1 d'una empresa d'hostatgeria i restauració, 1 d'una empresa immobiliària, 1 d'una empresa de serveis i 1 d'una empresa classificada com a «altres activitats de serveis».
Dels 7 establiments de servei als particulars que hi havia el 2009, 2 eren paletes, 4 lampisteries i 1 electricista.
L'any 2000 a Ingrandes-de-Touraine hi havia 23 explotacions agrícoles que ocupaven un total de 198 hectàrees.

## Equipaments sanitaris i escolars
El 2009 hi havia una escola elemental integrada dins d'un grup escolar amb les comunes properes formant una escola dispersa.

## Poblacions més properes
El següent diagrama mostra les poblacions més properes.